# Nicole Höchst

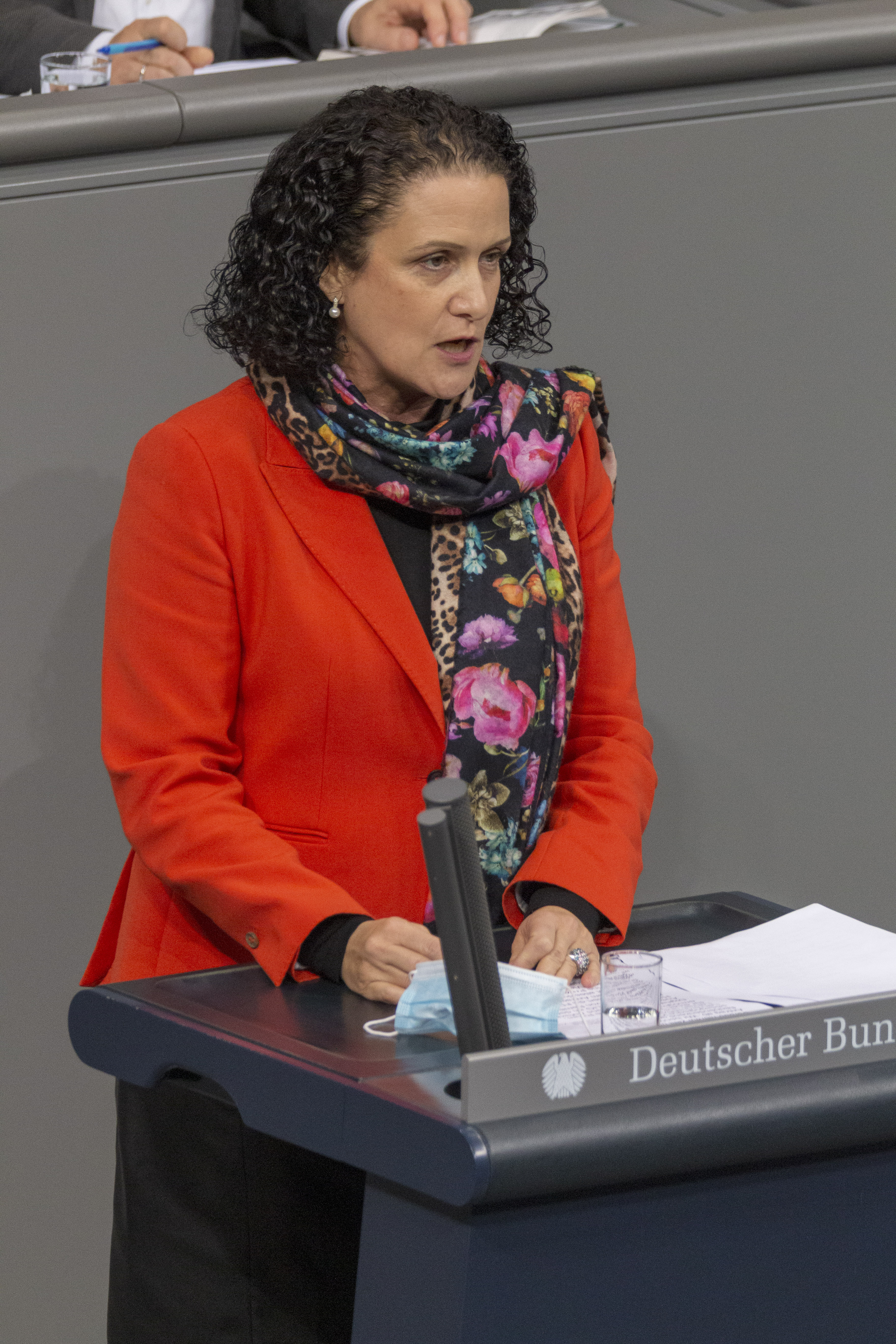
Nicole Höchst (2020)

Nicole Höchst (* 10. Februar 1970 in Homburg) ist eine rechtsextreme deutsche Politikerin (AfD). Sie ist seit 2017 Mitglied des Deutschen Bundestages. Seit 2022 ist sie Kirchenpolitische Sprecherin der AfD-Bundestagsfraktion. Daneben ist sie stellvertretende Landesvorsitzende der AfD in Rheinland-Pfalz.

## Leben und Familie
Nicole Höchst wuchs in Monheim am Rhein auf, besuchte die Grundschule Sandberg und erlangte 1989 am Otto-Hahn-Gymnasium das Abitur. Sie studierte in den 1990er Jahren Englisch und Französisch auf Lehramt in Düsseldorf, Saarbrücken, Montpellier und Brüssel. Ihr Referendariat absolvierte sie von 1999 bis 2001 an der Liebfrauenschule Mülhausen in Mülhausen (Grefrath).
Danach war sie Vertriebsleiterin Deutschland Mitte/Nord für das Modeunternehmen Guess und ab 2002 Studienrätin am Berufskolleg für Wirtschaft und Verwaltung Rheydt-Mülfort. Von 2007 bis 2012 war Höchst Studienrätin am Staatlichen Speyer-Kolleg. Ab 2009 arbeitete sie bis zu ihrem Einzug in den Deutschen Bundestag beim staatlichen Pädagogischen Landesinstitut Rheinland-Pfalz im Referat „Sprachen Sekundarstufe I und II“. Zuerst als Referentin und ab 2014 als Regierungsschuldirektorin.
Bis sie 2013 in die AfD eintrat, war Höchst Mitglied der CDU. Sie ist seit Februar 2015 Mitglied der Bundesprogrammkommission der AfD.
Nicole Höchst lebt in Speyer, ist bekennende Katholikin und hat vier Kinder, die sie allein erzieht.

## Bundestagsabgeordnete
Bei den Bundestagswahlen 2017, 2021 und 2025 kandidierte Höchst jeweils als Direktkandidatin der AfD im Bundestagswahlkreis Kreuznach und zog über die rheinland-pfälzische Landesliste in den Deutschen Bundestag ein. Ihr Erststimmenanteil lag 2017 bei 10,8 %, 2021 bei 9,5 % und 2025 bei 21,2 %.
Im 21. Deutschen Bundestag ist Höchst Mitglied im Ausschuss für Forschung, Technologie, Raumfahrt und Technikfolgenabschätzung sowie stellvertretendes Mitglied im Ausschuss für Bildung, Familie, Senioren, Frauen und Jugend sowie im Auswärtigen Ausschuss.
Seit 2022 ist sie Mitglied der Parlamentarischen Versammlung des Europarates sowie der Deutsch-Französischen Parlamentarischen Versammlung.

## Politische Positionen

### Allgemeine Aussagen und Einordnungen
Im Wahlkampf zur Bundestagswahl 2017 bekundete Nicole Höchst in einem vom Göttenbach-Gymnasium in Idar-Oberstein organisierten Politik-Talk, dass der Islam nicht zu Deutschland gehöre.
Die Zeit schrieb über Höchst kurz nach ihrer Wahl in den Bundestag 2017, sie sei „auf Facebook so aktiv wie kaum ein anderer Kandidat der AfD. Ein einheitliches politisches Profil lässt sich jedoch nicht erkennen“. Auf ihrer privaten Seite teile sie Beiträge der rechten, islamfeindlichen „PI-News“. Auf ihrem öffentlichen Profil warb sie sowohl für die damalige Parteichefin Frauke Petry als auch für deren Rivalen und damaligen Co-Vorsitzenden Jörg Meuthen.
Auf den rechten Ruf ihrer Partei angesprochen, argumentiert Höchst, alle Parteien müssten mit ihren Rändern leben und die AfD habe eine starke innerparteiliche Demokratie. Sie sagte auch, Deutschland habe „weniger ein Problem mit Fremdenfeindlichkeit als viel eher ein Problem mit feindlichen Fremden“. Anfang des Jahres 2018 wurde bekannt, dass Höchst Mitglied einer Facebook-Gruppe war, in der rechtsextreme Aussagen wie Volksverhetzung und Gewaltaufforderungen geteilt wurden, sich in der Gruppe jedoch nicht aktiv beteiligt hatte. Sie distanzierte sich von den veröffentlichten Beiträgen der Gruppe und erklärte, sie noch vor Erscheinen des Berichtes verlassen zu haben und ohne ihr Wissen Mitglied geworden zu sein. Laut Facebook erhält ein Benutzer eine Benachrichtigung, wenn er einer Gruppe hinzugefügt wird.
Anfang 2019 setzte Höchst Bundeskanzlerin Angela Merkel mit Adolf Hitler gleich. „Meiner Meinung nach hat die Machtergreifung schon stattgefunden. Der Schnauzer trägt jetzt Raute“, sagte sie damals. In einem Interview mit dem ZDF im November 2019 hielt sie an dieser Aussage fest. „Wenn ich mir anschaue, wie damals […] Adolf Hitler an die Macht gekommen ist, was gleichgeschaltet wurde […] und ich vergleiche das mit dem, wie wir heute eine Zivilgesellschaft pampern, die auf politische Gegner zugeht […] Ich sehe da sehr viele Parallelen“.
Höchst ließ sich von Kla.TV, einem Format des Sektenführers Ivo Sasek, interviewen. Im Anschluss an die von der AfD im Mai 2019 initiierte 1. Konferenz der Freien Medien im Deutschen Bundestag, an der auch Kla.TV teilnahm, sprach sie von „guten Vorschläge[n]“, die innerhalb der Fraktion besprochen werden würden. Darunter befand sich auch die Aufforderung, Beiträge der sogenannten „Systempresse“ nicht mehr in den Sozialen Medien zu teilen.
Im August 2025 verbreitete Höchst auf der Plattform X die Aussage, die Hitlerjugend; Jugendorganisation der NSDAP, habe „gegen rechts gekämpft“.

### Gleichstellungs- und Familienpolitik
Auf einer Wahlkampfveranstaltung begründete Höchst ihre ablehnende Haltung gegenüber der gleichgeschlechtlichen Ehe und einem Adoptionsrecht für gleichgeschlechtliche männliche Paare mit „Studien [, die] belegen, dass es unter homosexuellen Männern mehr Pädophile gibt.“ Auf Nachfrage führte Höchst verschiedene Studien an, darunter eine mit 20 Teilnehmern. Die Bundesstiftung Magnus Hirschfeld zweifelte indes das Ergebnis dieser Studie wegen der wenig aussagekräftigen Größe an und nannte sie unseriös. Laut Höchst sei darüber hinaus die Abschaffung des Eheverbots lediglich eine Befriedigung von Kleinstinteressen. Außerdem spricht sich Höchst unter dem Schlagwort von „Frühsexualisierung“ gegen Sexualaufklärung an Schulen aus, unter anderem weil diese die Kinder verunsichere. Die Sexualaufklärung sei „ein Angriff auf Kinderseelen“. Sie verneint die Existenz von mehr als zwei Geschlechtern. Wenn es mehr als zwei Geschlechter gäbe, sei sie ein „regenbogenpupsendes rosa Glitzereinhorn“. Höchst wurde von ihrer Fraktion für das Kuratorium der Bundesstiftung Magnus Hirschfeld nominiert, scheiterte aber bei der Wahl durch den Bundestag. Ihre Nomination wurde unter anderem vom Lesben- und Schwulenverband scharf kritisiert: sie sei „ungeeignet und unqualifiziert“. Vorwürfen, sie sei homophob, trat Höchst mit dem Hinweis auf viele homosexuelle Freunde entgegen.
In der Befragung der Bundesregierung und der Familienministerin Katarina Barley lehnte Höchst am 17. Januar 2018 das Elterngeld Plus ab, da es nur eine Maßnahme sei, die nur sehr wenige Menschen in Anspruch nehmen würden und die nur der „Befriedigung von Kleinstinteressengruppen“ diene. Die bisherige Gleichstellungspolitik für Frauen lehnt Höchst ab, da sie Frauen zur Arbeit zwinge. Strukturelle Benachteiligung von Frauen gebe es in Deutschland nicht. Die wahre Bedrohung für Frauen gehe dagegen vom Islam aus.

### Inzest und Migration
Höchst wollte über eine Kleine Anfrage von der Bundesregierung wissen, ob die Zahl schwerbehinderter Kinder in Deutschland seit 2012 zugenommen habe und was die Hauptursachen der Behinderungen seien. In der nachfolgenden Kontroverse begründete sie ihre Anfrage mit Medienberichten, wonach Verwandtschaftsehen vor allem unter Zuwanderern aus dem arabischen und afrikanischen Raum verbreitet seien. Sie schrieb zudem, ein erhöhtes Risiko für Behinderungen bei Kindern aus Verwandtenehen sei „vielfach wissenschaftlich belegt“. Politiker anderer Parteien kritisierten die Anfrage als menschenverachtend, ein „Schuldprinzip“ bei Behinderung sowie die Abwertung von Behinderten erinnerten an den Nationalsozialismus. Scharfe Kritik kam unter anderem von den deutschen Sozialverbänden, die Höchst Behindertenfeindlichkeit vorwarfen sowie „Menschen mit Behinderung abzuwerten und einen ‚abwegigen Zusammenhang‘ von Behinderung, Inzest und Migration zu suggerieren“. Wegen der Anfrage und Aktionen anderer AfD-Politiker schalteten die Verbände eine bundesweite Anzeige, die sich gegen die Partei richtet. Als Reaktion darauf drohte Höchst, den Sozialverbänden staatliche Mittel zu streichen.

### Hetz-Beitrag auf der Plattform X
Im Juni 2025 veröffentlichte Höchst einen Beitrag auf der Plattform X, der sich gezielt gegen Muslime richtete und auf das muslimische Schweinefleischverbot anspielte. Der Beitrag enthielt ein Bild zweier Männer in arabischen Kopftüchern und Bekleidung neben einem Düngemittelfass und den Text: „An alle Moslems in Deutschland. Was immer du auch isst … Es ist mit Schweinescheiße gedüngt.“ Ein Fraktionssprecher erklärte, der Post sei „völlig inakzeptabel“ und sei auf Verlangen der Fraktionsvorsitzenden Alice Weidel und Tino Chrupalla gelöscht worden.